# Гоуп-Міллс (Північна Кароліна)
Гоуп-Міллс (англ. Hope Mills) — місто (англ. town) в США, в окрузі Камберленд штату Північна Кароліна. Населення — 17 808 осіб (2020).

## Географія
Гоуп-Міллс розташований за координатами 34°58′5″ пн. ш. 78°57′13″ зх. д. / 34.96806° пн. ш. 78.95361° зх. д. (34.968180, -78.953613).  За даними Бюро перепису населення США в 2010 році місто мало площу 18,24 км², з яких 17,98 км² — суходіл та 0,26 км² — водойми. В 2017 році площа становила 20,26 км², з яких 20,02 км² — суходіл та 0,23 км² — водойми.

## Демографія
Згідно з переписом 2010 року, у місті мешкало 15 176 осіб у 5621 домогосподарстві у складі 4093 родин. Густота населення становила 832 особи/км².  Було 6048 помешкань (332/км²).
Расовий склад населення:
| - 61,9 % — білих - 26,5 % — чорних або афроамериканців - 1,9 % — корінних американців - 1,8 % — азіатів - 0,3 % — вихідців з тихоокеанських островів - 2,9 % — осіб інших рас |

До двох чи більше рас належало 4,6 %. Частка іспаномовних становила 10,0 % від усіх жителів.
За віковим діапазоном населення розподілялося таким чином: 30,5 % — особи молодші 18 років, 62,0 % — особи у віці 18—64 років, 7,5 % — особи у віці 65 років та старші. Медіана віку мешканця становила 31,9 року. На 100 осіб жіночої статі у місті припадало 85,1 чоловіків;  на 100 жінок у віці від 18 років та старших — 78,4 чоловіків також старших 18 років.
Середній дохід на одне домашнє господарство  становив 57 638 доларів США (медіана — 49 026), а середній дохід на одну сім'ю — 64 138 доларів (медіана — 56 667). Медіана доходів становила 48 060 доларів для чоловіків та 32 329 доларів для жінок. За межею бідності перебувало 13,4 % осіб, у тому числі 19,1 % дітей у віці до 18 років та 13,2 % осіб у віці 65 років та старших.
Цивільне працевлаштоване населення становило 6216 осіб. Основні галузі зайнятості: освіта, охорона здоров'я та соціальна допомога — 23,9 %, роздрібна торгівля — 14,9 %, мистецтво, розваги та відпочинок — 13,5 %.